# هورست كاسنر
هورست كاسنر (بالألمانية: Horst Kassner) هو متسابق دراجات نارية ألماني. نافس في سباقات بطولة العالم لفئة 250 سي سي ولفئة 50 سي سي. كما شارك في كأس جزيرة مان السياحية. بدأ المنافسة في بطولة العالم سنة 1956. أفضل موسم له كان موسم سنة 1956 عندما جاء في المركز الرابع في بطولة العالم لفئة 250 سي سي.